# Oscar (calciatore)
Oscar, all'anagrafe Oscar dos Santos Emboaba Júnior (Americana, 9 settembre 1991) è un calciatore brasiliano, centrocampista del San Paolo.
Salito alla ribalta internazionale in giovane età, ha raggiunto l'apice della propria carriera nella prima metà degli anni duemiladieci, distinguendosi nel detto periodo sia per i successi con i club, tra i quali una Recopa Sudamericana con l'Internacional e una UEFA Europa League e un campionato inglese nei quattro anni e mezzo al Chelsea, sia per i titoli conquistati con le selezioni nazionali, ovverosia due titoli con la compagine Under-20 (un campionato sudamericano e un mondiale), un argento olimpico e una FIFA Confederations Cup. A partire dalla fine del 2016, complice il suo trasferimento in Cina ad una sorprendentemente giovane età, si è progressivamente eclissato dalle attenzioni internazionali, pur distinguendosi per la vittoria di altri titoli nazionali nell'Estremo Oriente.

## Caratteristiche tecniche
Centrocampista dal talento precoce, duttile e con grande visione di gioco, nasce e cresce come trequartista offensivo, pur riuscendo ad adattarsi con facilità al ruolo di mezz'ala. Per le sue caratteristiche tecniche e per il suo stile di gioco disciplinato, è stato spesso accostato al connazionale Kaká.
Nel 2012 è stato inserito nella lista dei calciatori più promettenti nati dopo il 1991, realizzata da Don Balón.

## Carriera

### Club

#### União Barbarense e San Paolo

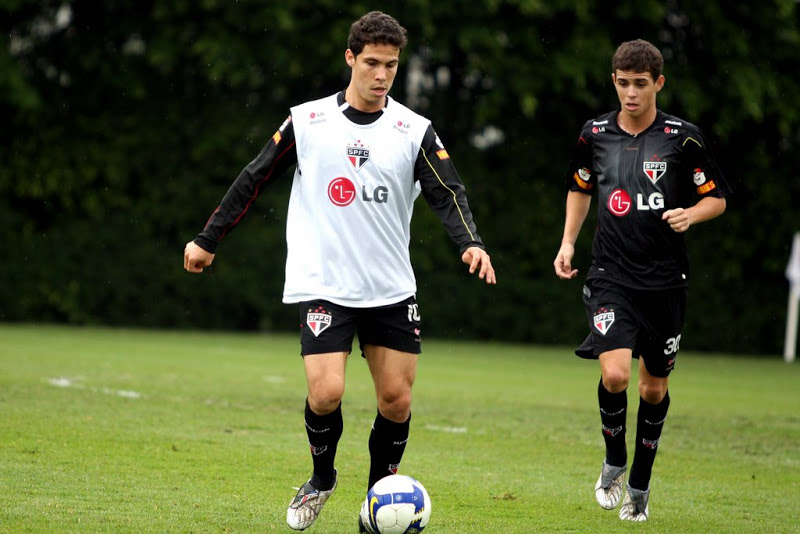
Oscar (a destra) ed Hernanes (a sinistra) ai tempi del San Paolo

Cresce nelle giovanili dell'União Barbarense, dove milita dal 1998 al 2004, per poi passare all'età di 13 anni al San Paolo.
Il 28 agosto 2008 esordisce in prima squadra, a soli 16 anni, disputando da titolare la gara di Coppa Sudamericana contro l'Athl. Paranaense, persa per 4-3 ai calci di rigore. Il 13 marzo 2009 debutta nel campionato paulista, subentrando a Jean in occasione della vittoria sul Mirassol (5-0). Il 16 aprile 2009 timbra la sua prima presenza in Coppa Libertadores, disputando i minuti finali del match perso contro l'Independiente Medellín (2-1). Il 21 giugno 2009 esordisce quindi nella Serie A brasiliana, in occasione della sconfitta subita per mano del Corinthians (3-1). Completa la sua unica annata da professionista nel club di Rio de Janeiro conseguendo la vittoria del campionato nazionale.
Durante la sua permanenza al San Paolo, il giocatore resta coinvolto in una causa legale contro il suo stesso club circa il mancato versamento di alcuni stipendi: il rapporto tra le due parti si conclude con la rescissione del contratto del giocatore.

#### Internacional
Il 15 giugno 2010, il centrocampista si accasa quindi ai rivali dell'Internacional, al prezzo di 6 milioni di euro versati al San Paolo sotto forma di risarcimento. Debutta con il nuovo club il 15 agosto successivo, in occasione della sconfitta esterna rimediata dal Fluminense (3-0). Il 14 dicembre 2010 Oscar timbra la sua prima presenza di sempre in una coppa del mondo per club FIFA, scendendo in campo durante la sconfitta contro i congolesi del TP Mazembe (2-0).
Durante la sua seconda stagione a Porto Alegre, Oscar realizza il suo primo centro da professionista, durante la vittoria di Coppa Libertadores sul Chiapas (4-0). Il 5 giugno 2011 arrivano le prime reti del centrocampista in campionato, che contribuisce così al successo sull'América-MG (2-4). Il 24 agosto 2011 si aggiudica la sua prima Recopa Sudamericana in carriera, disputando per intero il match di ritorno contro l'Independiente (3-1). Conclude la stagione da perno di gioco dell'Internacional, collezionando 44 presenze e 13 reti in tutte le competizioni.

#### Chelsea

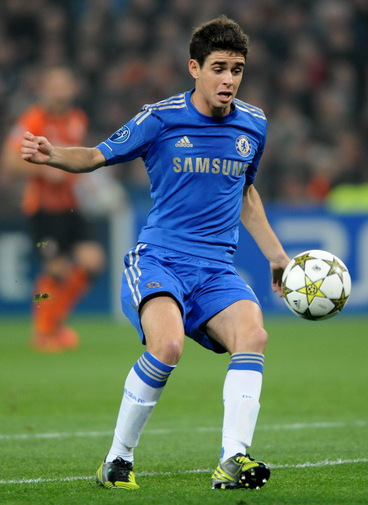
Oscar nel 2012, nella sua prima stagione al

Il 25 luglio 2012 il Chelsea ufficializza l'acquisto di Oscar a titolo definitivo, al prezzo di circa 32 milioni di euro. Fa il suo debutto con i Blues il 19 agosto seguente, in occasione del primo turno di Premier League, disputando gli ultimi minuti della vittoria sul Wigan (2-0). Scende in campo anche nella gara di supercoppa europea contro l'Atlético Madrid (4-1 per gli iberici). Il 19 settembre 2012 arriva invece l'esordio in UEFA Champions League, disputando da titolare la gara casalinga contro la Juventus (2-2), distinguendosi per la realizzazione di una doppietta, la prima con gli inglesi, poi rimontata dai bianconeri. Il 23 dicembre 2012 realizza invece il primo centro nella massima serie inglese, contribuendo al roboante successo sull'Aston Villa (8-0). Il 14 febbraio 2013, una sua rete, realizzata ad appena 33 secondi dall'ingresso in campo, decide la gara d'andata dei sedicesimi di finale di UEFA Europa League contro lo Sparta Praga (0-1). Conclude la stagione a Londra da giocatore col maggior numero di presenze nella rosa dei Blues, 64, alla pari di Fernando Torres e Juan Mata, laureandosi peraltro vincitore della sua prima Europa League in carriera.

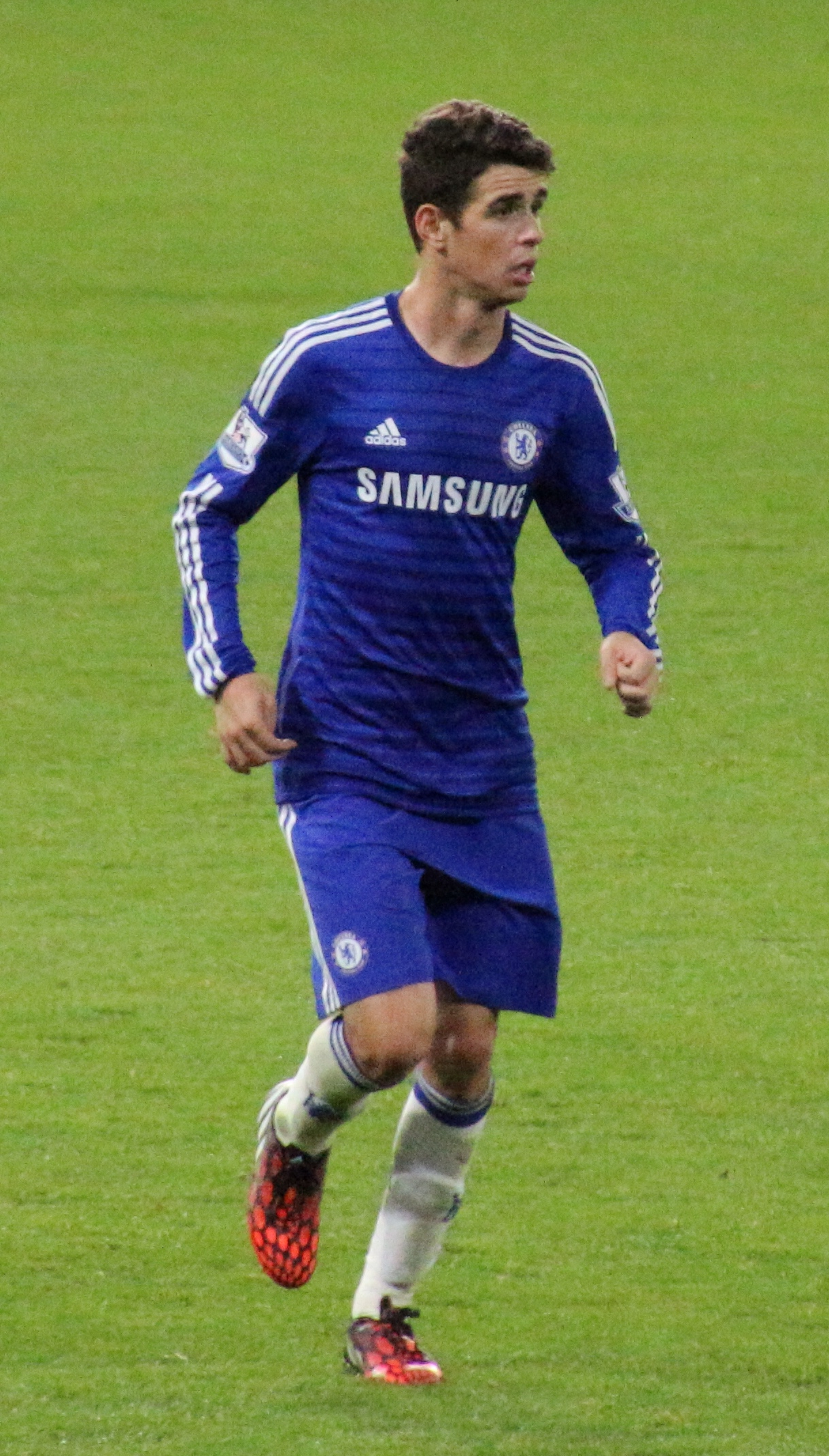
Oscar nel 2014, al terzo anno coi Blues

Nella seconda annata al Chelsea, il brasiliano prende parte alla gara di supercoppa europea contro il Bayern Monaco, persa ai rigori. Il 26 febbraio 2014, timbra la sua centesima presenza in assoluto coi londinesi in occasione del match d'andata degli ottavi di finale di Champions League contro il Galatasaray (1-1). Il 22 marzo successivo arriva la prima doppietta del brasiliano in Premier League, ai danni dell'Arsenal (6-0).
Corona la sua terza stagione a Londra con la vittoria dei suoi primi trofei nazionali: il 1º marzo 2015 arriva infatti la vittoria della sua prima coppa di lega, in virtù della vittoria sul Tottenham (2-0); il 3 maggio è invece la volta del conseguimento del titolo nazionale, con tre giornate d'anticipo.
La quarta annata coi Blues comincia con la mancata vittoria del Community Shield, perso contro l'Arsenal (1-0). Il 31 ottobre 2015 la sconfitta interna subita dal Liverpool coincide con la centesima presenza in Premier League del brasiliano. Il 31 gennaio 2016 realizza la sua prima tripletta in carriera, contribuendo al successo in FA Cup sul MK Dons (1-5).

#### Shanghai SIPG
Il 24 dicembre 2016, il brasiliano passa a titolo definitivo ai cinesi dello Shanghai Haigang, a fronte di un corrispettivo fisso pari a 60 milioni di euro. Debutta con il nuovo club il 7 febbraio 2017, in occasione della vittoria casalinga sul Sukhothai (3-0) valida come turno preliminare di AFC Champions League, bagnando l'esordio con il suo primo centro in carriera nella formazione cinese. Al termine del match di campionato contro il Guangzhou R&F (1-1), il centrocampista rimedia una multa di 4 620 sterline e una squalifica di otto giornate per aver provocato una violenta rissa in campo, dopo aver deliberatamente preso a pallonate due avversari.
La sua seconda stagione in Cina culmina con la vittoria del campionato nazionale, nel corso della quale competizione il centrocampista brasiliano si distingue sia come realizzatore (12 centri) sia come assist-man (22 passaggi decisivi). Il 7 novembre 2018, conquista la sua prima supercoppa cinese, a scapito del Guangzhou E..
Sia all'epoca sia negli anni seguenti, la scelta del brasiliano di abbandonare il calcio europeo al culmine della propria carriera professionistica è stata frequentemente criticata da opinionisti e addetti al settore (uscito dai riflettori del calcio europeo, infatti, il calciatore ha anche perso il posto in nazionale). Questi ha spesso motivato tale scelta spiegando di essersi accasato allo Shanghai per motivi prevalentemente economici, avendo cioè deciso di anteporre il benessere di sé e della propria famiglia al successo professionistico.
Nel 2023 vince nuovamente il campionato cinese con il suo Shanghai Haigang. Si dimostra protagonista con 9 gol e 15 assist.

#### Il ritorno al San Paolo
Il 24 dicembre 2024 viene annunciato il passaggio di Oscar al San Paolo, ritornandovi dopo 14 anni.

### Nazionale

#### Selezioni giovanili e olimpica

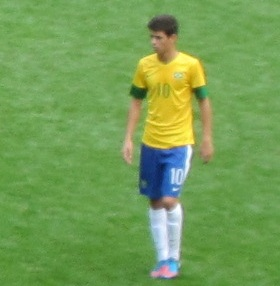
Oscar alle Olimpiadi di Londra 2012

Nel 2011 Oscar viene incluso nella selezione verdeoro Under-20, così da prendere parte al campionato sudamericano di categoria: la competizione, disputata con continuità dal centrocampista, culmina proprio con la vittoria dei brasiliani, che si qualificano così di diritto al campionato mondiale Under-20 dello stesso anno.
Convocato anche per la suddetta rassegna internazionale, conduce nuovamente la propria selezione alla finale, da Oscar decisa grazie ad una tripletta, che regala la vittoria ai verdeoro battendo il Portogallo per 3-2 nella finale.
Il 6 luglio 2012, il brasiliano viene convocato dalla selezione olimpica nazionale in occasione delle Olimpiadi di Londra. Nel corso della manifestazione, si distingue sia per un gol (a danno della Bielorussia) sia per i propri assist, decisivi per il raggiungimento della finale contro il Messico. In virtù della sconfitta subita da questi ultimi (2-1), il centrocampista viene insignito della medaglia d'argento olimpica.

#### Nazionale maggiore
Il 14 settembre 2011, Oscar debutta nella nazionale maggiore di Mano Menezes, scendendo in campo nella ripresa del match d'andata della prima edizione del Superclassico delle Americhe (0-0). Realizza invece il suo primo centro con la maglia verdeoro il 9 giugno 2012, in occasione della sconfitta rimediata dall'Argentina (4-3). L'11 ottobre successivo mette a segno la sua prima doppietta in nazionale, a danno dell'Iraq (6-0).
Confermato anche dal nuovo commissario tecnico Scolari, nel maggio 2013 riceve la convocazione in vista della Confederations Cup. Timbra la sua prima presenza nella suddetta rassegna il 15 giugno 2013, disputando per intero il match contro il Giappone (3-0), contribuendo al successo dei padroni di casa con un assist. La competizione si conclude con la vittoria in finale del Brasile (3-0 sulla Spagna), che vale a Oscar il primo trofeo con la nazionale maggiore brasiliana.

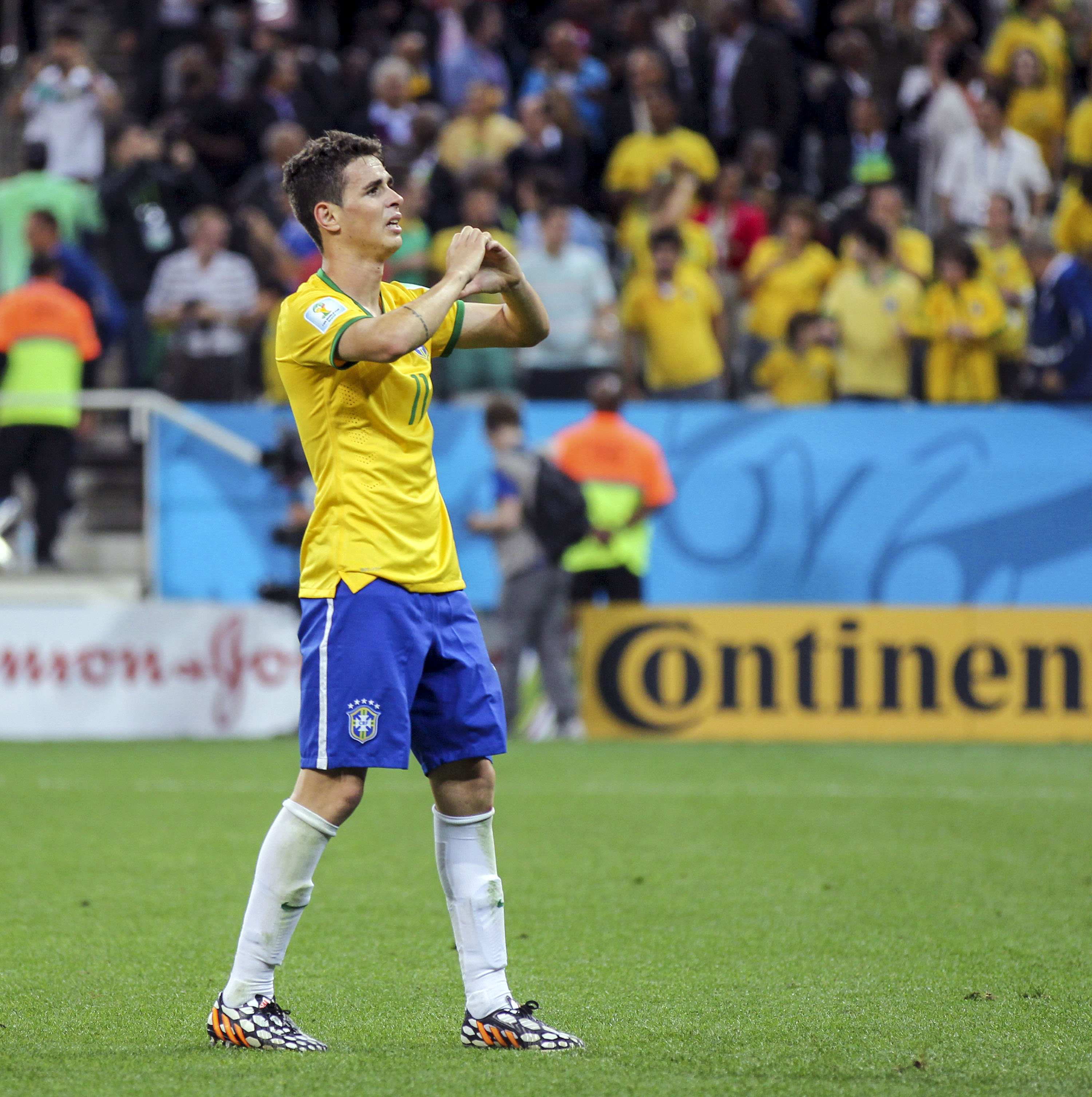
L'esultanza di Oscar dopo la rete alla Croazia ai mondiali del 2014

Nel 2014 viene quindi incluso nella lista di convocati in occasione dei mondiali di Rio. Il 12 giugno 2014, al debutto nella rassegna mondiale, sigilla la gara contro la Croazia mettendo a segno la rete del 3-1 finale. Dopo un percorso esaltante, la Seleção viene travolta in semifinale dai futuri campioni della Germania (1-7): è di Oscar l'unica rete siglata dai verdeoro, in occasione di quel che poi è passato alle cronache come Mineirazo. I brasiliani concludono la manifestazione mancando anche il terzo posto, a causa del successo per 3-0 dei Paesi Bassi: ciononostante, il centrocampista viene incluso nella formazione ideale FIFA-Castrol stilata al termine della rassegna.
Subentrato Dunga alla guida della selezione maggiore brasiliana, nel 2015 Oscar manca l'appuntamento alla Copa América a causa di un infortunio last minute. Fa le sue ultime comparse con la Seleção nel settembre 2016, per poi venire accantonato dalle attenzioni di Dunga prima, di Tite poi.

## Statistiche

### Presenze e reti nei club
Statistiche aggiornate al 24 maggio 2025.
| Stagione             | Squadra              | Campionato           | Campionato | Campionato | Coppe nazionali | Coppe nazionali | Coppe nazionali | Coppe continentali | Coppe continentali | Coppe continentali | Altre coppe | Altre coppe | Altre coppe | Totale | Totale |
| Stagione             | Squadra              | Comp                 | Pres       | Reti       | Comp            | Pres            | Reti            | Comp               | Pres               | Reti               | Comp        | Pres        | Reti        | Pres   | Reti   |
| -------------------- | -------------------- | -------------------- | ---------- | ---------- | --------------- | --------------- | --------------- | ------------------ | ------------------ | ------------------ | ----------- | ----------- | ----------- | ------ | ------ |
| 2008                 | San Paolo            | A1/SP+A              | 0          | 0          | -               | -               | -               | CS                 | 1                  | 0                  | -           | -           | -           | 1      | 0      |
| 2009                 | San Paolo            | A1/SP+A              | 1+11       | 0          | -               | -               | -               | CL                 | 1                  | 0                  | -           | -           | -           | 13     | 0      |
| 2010                 | Internacional        | A1/G+A               | 0+5        | 0          | CB              | 0               | 0               | CL                 | 0                  | 0                  | Cmc         | 1           | 0           | 6      | 0      |
| 2011                 | Internacional        | A1/G+A               | 11+26      | 0+10       | CB              | 0               | 0               | CL                 | 6                  | 3                  | RS          | 1           | 0           | 44     | 13     |
| 2012                 | Internacional        | A1/G+A               | 9+5        | 4+1        | CB              | 0               | 0               | CL                 | 6                  | 1                  | -           | -           | -           | 20     | 6      |
| Totale Internacional | Totale Internacional | Totale Internacional | 20+36      | 4+11       |                 | 0               | 0               |                    | 12                 | 4                  |             | 2           | 0           | 70     | 19     |
| 2012-2013            | Chelsea              | PL                   | 34         | 4          | FACup+CdL       | 7+5             | 2+0             | UCL+UEL            | 6+9                | 5+1                | CS+SU+Cmc   | 0+1+2       | 0           | 64     | 12     |
| 2013-2014            | Chelsea              | PL                   | 33         | 8          | FACup+CdL       | 3+0             | 2+0             | UCL                | 10                 | 1                  | SU          | 1           | 0           | 47     | 11     |
| 2014-2015            | Chelsea              | PL                   | 28         | 6          | FACup+CdL       | 2+4             | 0+1             | UCL                | 7                  | 0                  | -           | -           | -           | 41     | 7      |
| 2015-2016            | Chelsea              | PL                   | 27         | 3          | FACup+CdL       | 4+1             | 3+0             | UCL                | 7                  | 2                  | CS          | 1           | 0           | 40     | 8      |
| 2016-gen. 2017       | Chelsea              | PL                   | 9          | 0          | FACup+CdL       | 0+2             | 0+0             | -                  | -                  | -                  | -           | -           | -           | 11     | 0      |
| Totale Chelsea       | Totale Chelsea       | Totale Chelsea       | 131        | 21         |                 | 28              | 8               |                    | 39                 | 9                  |             | 5           | 0           | 203    | 38     |
| 2017                 | Shanghai Port        | CSL                  | 22         | 3          | CC              | 6               | 3               | ACL                | 12                 | 3                  | -           | -           | -           | 40     | 9      |
| 2018                 | Shanghai Port        | CSL                  | 29         | 12         | CC              | 3               | 0               | ACL                | 8                  | 4                  | -           | -           | -           | 40     | 16     |
| 2019                 | Shanghai Port        | CSL                  | 28         | 9          | CC              | 3               | 2               | ACL                | 10                 | 3                  | SC          | 1           | 0           | 42     | 14     |
| 2020                 | Shanghai Port        | CSL                  | 12+4       | 5          | CC              | 1               | 1               | ACL                | 6                  | 0                  | -           | -           | -           | 23     | 6      |
| 2021                 | Shanghai Port        | CSL                  | 22         | 5          | CC              | 3               | 0               | ACL                | 0                  | 0                  | -           | -           | -           | 25     | 5      |
| 2022                 | Shanghai Port        | CSL                  | 3          | 1          | CC              | 2               | 1               | ACL                | -                  | -                  | -           | -           | -           | 5      | 2      |
| 2023                 | Shanghai Port        | CSL                  | 30         | 9          | CC              | 2               | 0               | ACL                | 1                  | 0                  | -           | -           | -           | 33     | 9      |
| 2024                 | Shanghai Port        | CSL                  | 29         | 14         | CC              | 4               | 1               | ACLE               | 6                  | 1                  | SC          | 1           | 0           | 40     | 16     |
| Totale Shanghai Port | Totale Shanghai Port | Totale Shanghai Port | 175+4      | 58         |                 | 24              | 8               |                    | 43                 | 11                 |             | 2           | 0           | 248    | 77     |
| 2025                 | San Paolo            | A1/SP+A              | 12+3       | 2+0        | CB              | 1               | 0               | CL                 | 2                  | 0                  | -           | -           | -           | 18     | 2      |
| Totale San Paolo     | Totale San Paolo     | Totale San Paolo     | 13+14      | 2+0        |                 | 1               | 0               |                    | 4                  | 0                  |             | -           | -           | 32     | 2      |
| Totale carriera      | Totale carriera      | Totale carriera      | 402        | 98         |                 | 53              | 16              |                    | 98                 | 24                 |             | 9           | 0           | 562    | 138    |

### Cronologia presenze e reti in nazionale
| Cronologia completa delle presenze e delle reti in nazionale ― Brasile | Cronologia completa delle presenze e delle reti in nazionale ― Brasile | Cronologia completa delle presenze e delle reti in nazionale ― Brasile | Cronologia completa delle presenze e delle reti in nazionale ― Brasile | Cronologia completa delle presenze e delle reti in nazionale ― Brasile | Cronologia completa delle presenze e delle reti in nazionale ― Brasile | Cronologia completa delle presenze e delle reti in nazionale ― Brasile | Cronologia completa delle presenze e delle reti in nazionale ― Brasile |
| Data                                                                   | Città                                                                  | In casa                                                                | Risultato                                                              | Ospiti                                                                 | Competizione                                                           | Reti                                                                   | Note                                                                   |
| ---------------------------------------------------------------------- | ---------------------------------------------------------------------- | ---------------------------------------------------------------------- | ---------------------------------------------------------------------- | ---------------------------------------------------------------------- | ---------------------------------------------------------------------- | ---------------------------------------------------------------------- | ---------------------------------------------------------------------- |
| 14-9-2011                                                              | Córdoba                                                                | Argentina                                                              | 0 – 0                                                                  | Brasile                                                                | Superclásico de las Américas 2011                                      | -                                                                      | 62’                                                                    |
| 7-10-2011                                                              | San José                                                               | Costa Rica                                                             | 0 – 1                                                                  | Brasile                                                                | Amichevole                                                             | -                                                                      |                                                                        |
| 26-5-2012                                                              | Amburgo                                                                | Danimarca                                                              | 1 – 3                                                                  | Brasile                                                                | Amichevole                                                             | -                                                                      |                                                                        |
| 30-5-2012                                                              | East Rutherford                                                        | Stati Uniti                                                            | 1 – 4                                                                  | Brasile                                                                | Amichevole                                                             | -                                                                      |                                                                        |
| 3-6-2012                                                               | Arlington                                                              | Brasile                                                                | 0 – 2                                                                  | Messico                                                                | Amichevole                                                             | -                                                                      | 84’                                                                    |
| 9-6-2012                                                               | New York                                                               | Argentina                                                              | 4 – 3                                                                  | Brasile                                                                | Amichevole                                                             | 1                                                                      | 60’                                                                    |
| 15-8-2012                                                              | Solna                                                                  | Svezia                                                                 | 0 – 3                                                                  | Brasile                                                                | Amichevole                                                             | -                                                                      |                                                                        |
| 7-9-2012                                                               | San Paolo                                                              | Brasile                                                                | 1 – 0                                                                  | Sudafrica                                                              | Amichevole                                                             | -                                                                      | 89’                                                                    |
| 11-9-2012                                                              | Recife                                                                 | Brasile                                                                | 8 – 0                                                                  | Cina                                                                   | Amichevole                                                             | 1                                                                      |                                                                        |
| 11-10-2012                                                             | Malmö                                                                  | Brasile                                                                | 6 – 0                                                                  | Iraq                                                                   | Amichevole                                                             | 2                                                                      | 82’                                                                    |
| 16-10-2012                                                             | Breslavia                                                              | Giappone                                                               | 0 – 4                                                                  | Brasile                                                                | Amichevole                                                             | -                                                                      | 89’                                                                    |
| 15-11-2012                                                             | East Rutherford                                                        | Brasile                                                                | 1 – 1                                                                  | Colombia                                                               | Amichevole                                                             | -                                                                      | 88’                                                                    |
| 6-2-2013                                                               | Londra                                                                 | Inghilterra                                                            | 2 – 1                                                                  | Brasile                                                                | Amichevole                                                             | -                                                                      |                                                                        |
| 21-3-2013                                                              | Ginevra                                                                | Italia                                                                 | 2 – 2                                                                  | Brasile                                                                | Amichevole                                                             | 1                                                                      | 62’                                                                    |
| 25-3-2013                                                              | Londra                                                                 | Brasile                                                                | 1 – 1                                                                  | Russia                                                                 | Amichevole                                                             | -                                                                      | 67’                                                                    |
| 2-6-2013                                                               | Rio de Janeiro                                                         | Brasile                                                                | 2 – 2                                                                  | Inghilterra                                                            | Amichevole                                                             | -                                                                      | 56’                                                                    |
| 9-6-2013                                                               | Porto Alegre                                                           | Brasile                                                                | 3 – 0                                                                  | Francia                                                                | Amichevole                                                             | 1                                                                      | 65’                                                                    |
| 15-6-2013                                                              | Brasilia                                                               | Brasile                                                                | 3 – 0                                                                  | Giappone                                                               | Conf. Cup 2013 - 1º turno                                              | -                                                                      |                                                                        |
| 19-6-2013                                                              | Fortaleza                                                              | Brasile                                                                | 2 – 0                                                                  | Messico                                                                | Conf. Cup 2013 - 1º turno                                              | -                                                                      | 62’                                                                    |
| 22-6-2013                                                              | Salvador                                                               | Italia                                                                 | 2 – 4                                                                  | Brasile                                                                | Conf. Cup 2013 - 1º turno                                              | -                                                                      |                                                                        |
| 26-6-2013                                                              | Belo Horizonte                                                         | Brasile                                                                | 2 – 1                                                                  | Uruguay                                                                | Conf. Cup 2013 - Semifinale                                            | -                                                                      | 73’                                                                    |
| 30-6-2013                                                              | Rio de Janeiro                                                         | Brasile                                                                | 3 – 0                                                                  | Spagna                                                                 | Conf. Cup 2013 - Finale                                                | -                                                                      | [ 71 ]                                                                 |
| 14-8-2013                                                              | Basilea                                                                | Svizzera                                                               | 1 – 0                                                                  | Brasile                                                                | Amichevole                                                             | -                                                                      | 59’                                                                    |
| 11-9-2013                                                              | Foxborough                                                             | Brasile                                                                | 3 – 1                                                                  | Portogallo                                                             | Amichevole                                                             | -                                                                      | 60’                                                                    |
| 12-10-2013                                                             | Seul                                                                   | Corea del Sud                                                          | 0 – 2                                                                  | Brasile                                                                | Amichevole                                                             | 1                                                                      | 79’                                                                    |
| 15-10-2013                                                             | Pechino                                                                | Brasile                                                                | 2 – 0                                                                  | Zambia                                                                 | Amichevole                                                             | 1                                                                      | 46’                                                                    |
| 17-11-2013                                                             | Miami Gardens                                                          | Honduras                                                               | 0 – 5                                                                  | Brasile                                                                | Amichevole                                                             | -                                                                      | 64’                                                                    |
| 20-11-2013                                                             | Toronto                                                                | Brasile                                                                | 2 – 1                                                                  | Cile                                                                   | Amichevole                                                             | -                                                                      | 64’                                                                    |
| 5-3-2014                                                               | Johannesburg                                                           | Sudafrica                                                              | 0 – 5                                                                  | Brasile                                                                | Amichevole                                                             | 1                                                                      | 46’                                                                    |
| 3-6-2014                                                               | Goiânia                                                                | Brasile                                                                | 4 – 0                                                                  | Panama                                                                 | Amichevole                                                             | -                                                                      | 63’                                                                    |
| 6-6-2014                                                               | San Paolo                                                              | Brasile                                                                | 1 – 0                                                                  | Serbia                                                                 | Amichevole                                                             | -                                                                      | 46’                                                                    |
| 12-6-2014                                                              | San Paolo                                                              | Brasile                                                                | 3 – 1                                                                  | Croazia                                                                | Mondiali 2014 - 1º turno                                               | 1                                                                      |                                                                        |
| 17-6-2014                                                              | Fortaleza                                                              | Brasile                                                                | 0 – 0                                                                  | Messico                                                                | Mondiali 2014 - 1º turno                                               | -                                                                      | 84’                                                                    |
| 23-6-2014                                                              | Brasilia                                                               | Camerun                                                                | 1 – 4                                                                  | Brasile                                                                | Mondiali 2014 - 1º turno                                               | -                                                                      |                                                                        |
| 28-6-2014                                                              | Belo Horizonte                                                         | Brasile                                                                | 1 – 1 dts (3 - 2 dtr)                                                  | Cile                                                                   | Mondiali 2014 - Ottavi di finale                                       | -                                                                      | 106’                                                                   |
| 4-7-2014                                                               | Fortaleza                                                              | Brasile                                                                | 2 – 1                                                                  | Colombia                                                               | Mondiali 2014 - Quarti di finale                                       | -                                                                      |                                                                        |
| 8-7-2014                                                               | Belo Horizonte                                                         | Brasile                                                                | 1 – 7                                                                  | Germania                                                               | Mondiali 2014 - Semifinale                                             | 1                                                                      |                                                                        |
| 12-7-2014                                                              | Brasilia                                                               | Brasile                                                                | 0 – 3                                                                  | Paesi Bassi                                                            | Mondiali 2014 - Finale 3º posto                                        | -                                                                      | 68’                                                                    |
| 5-9-2014                                                               | Miami Gardens                                                          | Brasile                                                                | 1 – 0                                                                  | Colombia                                                               | Amichevole                                                             | -                                                                      | 72’                                                                    |
| 9-9-2014                                                               | East Rutherford                                                        | Brasile                                                                | 1 – 0                                                                  | Ecuador                                                                | Amichevole                                                             | -                                                                      | 46’                                                                    |
| 11-10-2014                                                             | Pechino                                                                | Brasile                                                                | 2 – 0                                                                  | Argentina                                                              | Amichevole                                                             | -                                                                      |                                                                        |
| 14-10-2014                                                             | Singapore                                                              | Giappone                                                               | 0 – 4                                                                  | Brasile                                                                | Amichevole                                                             | -                                                                      | 46’                                                                    |
| 12-11-2014                                                             | Istanbul                                                               | Turchia                                                                | 0 – 4                                                                  | Brasile                                                                | Amichevole                                                             | -                                                                      | 73’                                                                    |
| 18-11-2014                                                             | Vienna                                                                 | Austria                                                                | 1 – 2                                                                  | Brasile                                                                | Amichevole                                                             | -                                                                      | 77’                                                                    |
| 26-3-2015                                                              | Parigi                                                                 | Francia                                                                | 1 – 3                                                                  | Brasile                                                                | Amichevole                                                             | 1                                                                      | 86’                                                                    |
| 9-10-2015                                                              | Santiago del Cile                                                      | Cile                                                                   | 2 – 0                                                                  | Brasile                                                                | Qual. Mondiali 2018                                                    | -                                                                      |                                                                        |
| 14-10-2015                                                             | Fortaleza                                                              | Brasile                                                                | 3 – 1                                                                  | Venezuela                                                              | Qual. Mondiali 2018                                                    | -                                                                      | 65’                                                                    |
| 18-11-2015                                                             | Salvador                                                               | Brasile                                                                | 3 – 0                                                                  | Perù                                                                   | Qual. Mondiali 2018                                                    | -                                                                      | 85’                                                                    |
| Totale                                                                 |                                                                        | Presenze                                                               | 48                                                                     |                                                                        | Reti                                                                   | 12                                                                     |                                                                        |

| Cronologia completa delle presenze e delle reti in nazionale ― Brasile olimpica | Cronologia completa delle presenze e delle reti in nazionale ― Brasile olimpica | Cronologia completa delle presenze e delle reti in nazionale ― Brasile olimpica | Cronologia completa delle presenze e delle reti in nazionale ― Brasile olimpica | Cronologia completa delle presenze e delle reti in nazionale ― Brasile olimpica | Cronologia completa delle presenze e delle reti in nazionale ― Brasile olimpica | Cronologia completa delle presenze e delle reti in nazionale ― Brasile olimpica | Cronologia completa delle presenze e delle reti in nazionale ― Brasile olimpica |
| Data                                                                            | Città                                                                           | In casa                                                                         | Risultato                                                                       | Ospiti                                                                          | Competizione                                                                    | Reti                                                                            | Note                                                                            |
| ------------------------------------------------------------------------------- | ------------------------------------------------------------------------------- | ------------------------------------------------------------------------------- | ------------------------------------------------------------------------------- | ------------------------------------------------------------------------------- | ------------------------------------------------------------------------------- | ------------------------------------------------------------------------------- | ------------------------------------------------------------------------------- |
| 26-7-2012                                                                       | Cardiff                                                                         | Brasile olimpica                                                                | 3 – 2                                                                           | Egitto olimpica                                                                 | Olimpiadi 2012 - 1º turno                                                       | -                                                                               |                                                                                 |
| 29-7-2012                                                                       | Manchester                                                                      | Brasile olimpica                                                                | 3 – 1                                                                           | Bielorussia olimpica                                                            | Olimpiadi 2012 - 1º turno                                                       | 1                                                                               |                                                                                 |
| 1-8-2012                                                                        | Newcastle upon Tyne                                                             | Brasile olimpica                                                                | 3 – 0                                                                           | Nuova Zelanda olimpica                                                          | Olimpiadi 2012 - 1º turno                                                       | -                                                                               | 80’                                                                             |
| 4-8-2012                                                                        | Newcastle upon Tyne                                                             | Brasile olimpica                                                                | 3 – 2                                                                           | Honduras olimpica                                                               | Olimpiadi 2012 - Quarti di finale                                               | -                                                                               | 83’                                                                             |
| 7-8-2012                                                                        | Manchester                                                                      | Corea del Sud olimpica                                                          | 0 – 3                                                                           | Brasile olimpica                                                                | Olimpiadi 2012 - Semifinale                                                     | -                                                                               |                                                                                 |
| 11-8-2012                                                                       | Londra                                                                          | Brasile olimpica                                                                | 1 – 2                                                                           | Messico olimpica                                                                | Olimpiadi 2012 - Finale                                                         | -                                                                               | [ 72 ]                                                                          |
| Totale                                                                          |                                                                                 | Presenze                                                                        | 6                                                                               |                                                                                 | Reti                                                                            | 1                                                                               |                                                                                 |

## Palmarès

### Club

#### Competizioni statali
- Campionato Gaúcho: 2

Internacional: 2011, 2012

#### Competizioni nazionali
- Campionato brasiliano: 1

San Paolo: 2008
- Campionato inglese: 1

Chelsea: 2014-2015
- Coppa di Lega inglese: 1

Chelsea: 2014-2015
- Campionato cinese: 3

Shanghai Port: 2018, 2023, 2024
- Supercoppa di Cina: 1

Shanghai Port: 2019
- Coppa di Cina: 1

Shanghai Port: 2024

#### Competizioni internazionali
- Coppa Libertadores: 1

Internacional: 2010
- Recopa Sudamericana: 1

Internacional: 2011
- UEFA Europa League: 1

Chelsea: 2012-2013

### Nazionale
- Campionato sudamericano Under-20: 1

Perù 2011
- Campionato mondiale Under-20: 1

Colombia 2011
- Argento olimpico: 1

Londra 2012
- Confederations Cup: 1

Brasile 2013